# National Yo-Yo Museum

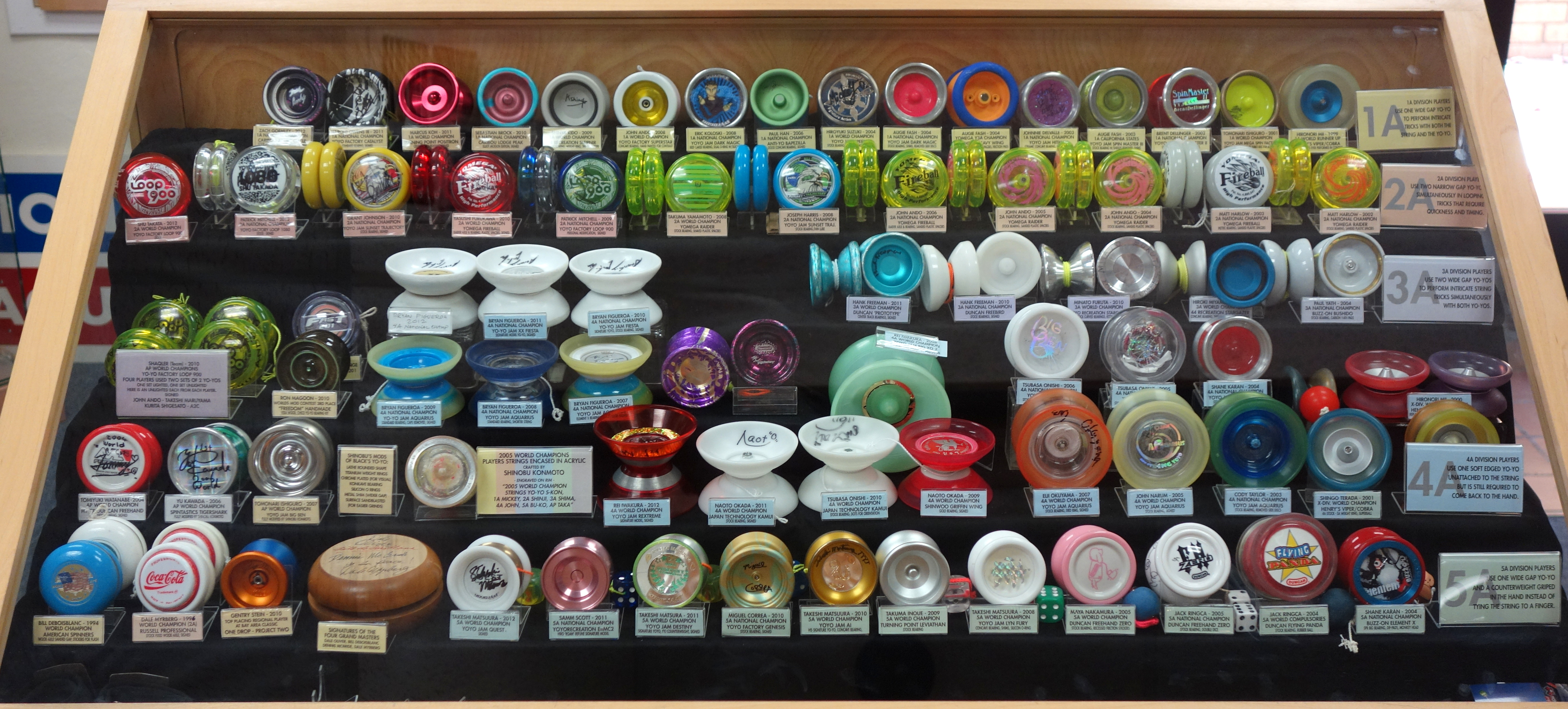
Vitrine mit verschiedenen Exponaten

Das National Yo-Yo Museum ist ein Museum in Chico im US-Bundesstaat Kalifornien, das dem Thema Jo-Jos gewidmet ist.

## Geschichte
In den späten 1980er Jahren organisierte Bob Malowney in Chico erste Jo-Jo-Wettbewerbe. In Zusammenarbeit mit dem Chico Area Recreation District führte er Trickwettkämpfe durch, die Anfang der 1990er Jahre auf immer mehr Interesse in der Bevölkerung stießen. Parallel zu den Veranstaltungen begann Malowney, Jo-Jos aus aller Welt zu sammeln. Im Jahr 1993 eröffnete er in Downtown Chico das National Yo-Yo Museum.

## Ausstellung

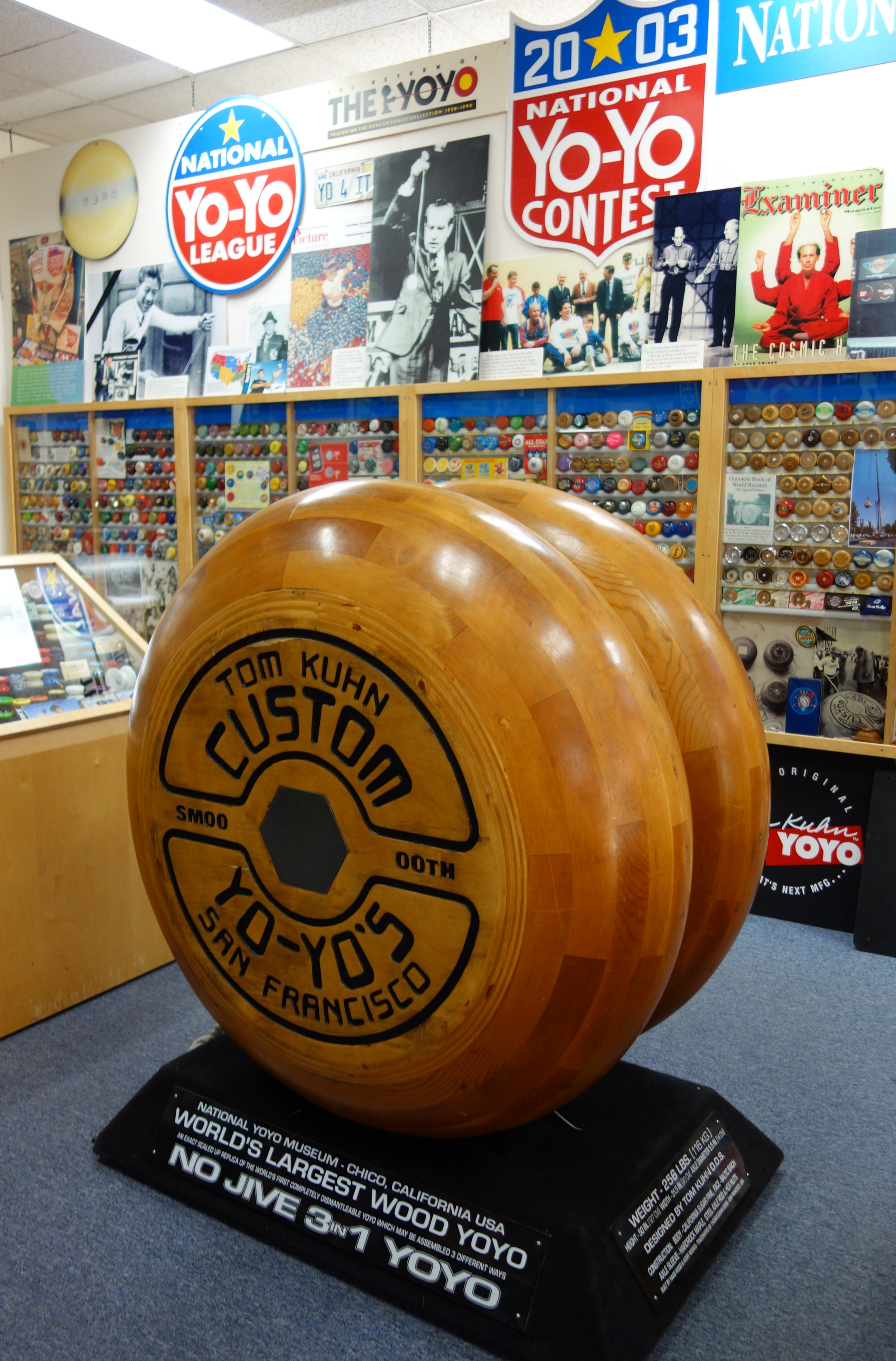
„Big Yo“

Das Museum beherbergt die mit mehreren Tausend Jo-Jos und Memorabilia laut eigenen Angaben weltweit größte Sammlung zum Thema Jo-Jo. Die Exponate stammen hauptsächlich aus der Zeit von den 1920er Jahren bis in die Gegenwart.
Als Hauptattraktion des Museums gilt Big Yo. Das hölzerne Jo-Jo mit einem Durchmesser von über 1,20 Meter und einem Gewicht von etwa 116 Kilogramm wurde 1982 als „Größtes funktionierendes Holz-Jo-Jo der Welt“ ins Guinness-Buch der Rekorde aufgenommen. Das Jo-Jo, eine extrem vergrößerte Version des Modells No Jive 3 in 1 des US-amerikanischen Jo-Jo-Entwicklers Tom Kuhn, wurde 1979 gebaut und wird mit einem Kran bedient. Im Rahmen des National Yo-Yo Contests 2004 wurde Big Yo anlässlich seines 25-jährigen Bestehens erneut vor dem Museum mit einem Kran gespielt.

## Veranstaltungen
Das Museum bietet regelmäßig verschiedene Jo-Jo-Kurse und Veranstaltungen an. Am National Yo-Yo Day, der in den USA am 6. Juni begangen wird, werden im und am Museum jedes Jahr Jo-Jo-Demonstrationen, Wettbewerbe und Führungen veranstaltet. Außerdem werden die Wettkämpfe der National Yo-Yo League (NYYL) in den USA von Museumsgründer Malowney und seinem Team gemanagt. Die Meisterschaftsrunde der NYLL wird jährlich im Oktober im Rahmen des U.S. National Yo-Yo Contests im Museum ausgetragen, der Gewinner vertritt die USA danach beim internationalen World Yo-Yo Contest.